# Greta Saur
 (décembre 2021).
La mise en forme du texte ne suit pas les recommandations de Wikipédia : il faut le « wikifier ».
Les points d'amélioration suivants sont les cas les plus fréquents. Le détail des points à revoir est peut-être précisé sur la page de discussion.
- Les titres sont pré-formatés par le logiciel. Ils ne sont ni en capitales, ni en gras.
- Le texte ne doit pas être écrit en capitales (les noms de famille non plus), ni en gras, ni en italique, ni en « petit »…
- Le gras n'est utilisé que pour surligner le titre de l'article dans l'introduction, une seule fois.
- L'italique est rarement utilisé : mots en langue étrangère, titres d'œuvres, noms de bateaux, etc.
- Les citations ne sont pas en italique mais en corps de texte normal. Elles sont entourées par des guillemets français : « et ».
- Les listes à puces sont à éviter, des paragraphes rédigés étant largement préférés. Les tableaux sont à réserver à la présentation de données structurées (résultats, etc.).
- Les appels de note de bas de page (petits chiffres en exposant, introduits par l'outil «  Source ») sont à placer entre la fin de phrase et le point final[comme ça].
- Les liens internes (vers d'autres articles de Wikipédia) sont à choisir avec parcimonie. Créez des liens vers des articles approfondissant le sujet. Les termes génériques sans rapport avec le sujet sont à éviter, ainsi que les répétitions de liens vers un même terme.
- Les liens externes sont à placer uniquement dans une section « Liens externes », à la fin de l'article. Ces liens sont à choisir avec parcimonie suivant les règles définies. Si un lien sert de source à l'article, son insertion dans le texte est à faire par les notes de bas de page.
- La présentation des références doit suivre les conventions bibliographiques. Il est recommandé d'utiliser les modèles {{Ouvrage}}, {{Chapitre}}, {{Article}}, {{Lien web}} et/ou {{Bibliographie}}. Le mode d'édition visuel peut mettre en forme automatiquement les références.
- Insérer une infobox (cadre d'informations à droite) n'est pas obligatoire pour parachever la mise en page.

Pour une aide détaillée, merci de consulter Aide:Wikification.
Si vous pensez que ces points ont été résolus, vous pouvez retirer ce bandeau et améliorer la mise en forme d'un autre article.
Pour les articles homonymes, voir Sauer.
Greta Sauer (ou Saur), née le 20 avril 1909 à Bregenz en Autriche-Hongrie et morte le 6 mai 2000 à Villejuif dans le Val-de-Marne, est une peintre, non figurative, de nationalité allemande, appartenant à la nouvelle École de Paris. Elle a réalisé la quasi-totalité de son œuvre à Paris (rue Broca) et en région parisienne, à Bagneux (Hauts-de-Seine).

## Biographie
Son père était musicien et compositeur. Elle fait ses études, primaires et secondaires, à Augsbourg en Bavière (Allemagne). De 1929 à 1933/1934, elle suit des études universitaires : elle étudie la philosophie avec le Pr Karl Jaspers ; la psychologie avec le Pr E. Sprenger ; les statistiques et l'économie à Heidelberg, Berlin…). 
- En 1932 et 1933, elle est résistante contre l’hitlérisme, et emprisonnée à Berlin. En 1937, elle émigre à Paris avec son ami, le peintre François Willi Wendt. En 1940, elle est internée au camp de Gurs. Elle vit ensuite à Marseille, Grenoble  (La Tronche, dans la villa Brise des Neiges où elle trouve refuge) jusqu’à la Libération en 1945.

Depuis 1937, elle crée dessins, gouaches, collages puis, plus tard, peintures et « objets d’ombres » ; Elle fréquente ses amis Fernand Léger, Robert Delaunay, Vassili Kandinsky, Otto Freundlich, Serge Poliakoff, Nicolas de Staël et Alberto Giacometti.

## L’œuvre
En 1963, Roger Van Gindertael écrit dans le Catalogue de l'exposition du Städtisches Museum de Trèves, (Trier - Allemagne) : 
Progressivement aussi la tension de l’acte créateur s’était étendue ou du moins s’était apaisée, en apparence, et à mesure qu’elle satisfaisait son besoin d’extériorisation et ses tendances affectives dans l’effusion d’une communication avec la nature admise enfin par elle à participer, dans une certaine mesure, à son œuvre. Certes, cette intervention des éléments naturels reste très allusive, toute d’équivalences quasi métaphoriques. On devine qu’il s’agit le plus souvent pour elle d’un accompagnement par le mouvement du pinceau du rythme des lignes ou de la scansion des taches de couleurs et des zones de lumières et d’ombre dans l’espace qui l’enveloppe. Je défie quiconque d’établir dans son œuvre la démarcation entre le senti et l’imaginé, entre le vécu et le voulu, tant tout ce qu’elle exprime picturalement l’est avec une discrétion qui est plutôt une extrême pudeur qui n’exclut pourtant pas le plein abandon de soi même…dans les moments privilégiés, et, pour le spectateur capable d’y répondre par semblable abnégation.
C’est sans doute dans ses collages que Greta Saur/Sauer confie le plus délicat de sa sensibilité, la part sentimentale même de sa personnalité. Avec le recul d’un romantisme anachronique, cette sentimentalité se met à bonne distance pour oser s’avouer. Chacune de ses petites œuvres est un délicat poème, toujours émouvant, souvent aussi ironique. Leur charme agit irrésistiblement, avant même que l’on ait éprouvé toutes leurs qualités formelles et leur richesse chromatique. II n’en faut pas négliger non plus l’équilibre constructif qu’elle peut se permettre de ne pas extérioriser exagérément car il lui est devenu naturel et soutient, sans qu’elle doive le contrôler, son entière liberté d’improvisation et d’invention.
Cette grande maîtrise se vérifie également dans ses peintures. Si elle est arrivée à nuancer son expression picturale avec un grand raffinement et à détailler ses formes et ses couleurs avec une infinie délicatesse sans tomber jamais dans la préciosité, la construction sous-jacente de ses toiles n’en garde pas moins une fermeté décidée, et jamais ne s’effrite la densité de ses impressions vécues que traverse toujours un courant de haute tension psychique miraculeusement transformé, désormais, en tendre voltage poétique. »

## Citation
Greta Sauer, en juin 1963 : 

## Expositions de groupe
- 1946 et années suivantes : Salon des Réalités Nouvelles (Paris)
- 1950 : Avec Mathieu, Wols, Schöffer, à la galerie des Deux-Iles à Paris (France)
- 1954 : Collages à la Galerie Arnaud (Paris)
- 1955 : Ausgewanderten Maler - Peintres allemands émigrés en France (avec Jankel Adler, Lou Albert-Lasard, Eduard Bargheer, Max Beckmann, Francis Bott, Heinrich Campendonk, Heinrich M. Davringhausen/Henri Davring, Max Ernst, Otto Freundlich, Johnny Friedlaender, Hartung, Paul Klee, Moise Kogan, Jeanne Kosnik-Freundlich, Rudolph Levy, Rolf Nesch, Max Peiffer Watenphul, Hans Purrmann, Joseph Sharl, Kurt Schwitters, Springer, Emma Stern, François Willi Wendt et Wols au Städtisches Museum de Leverkusen - Schloss Morsbroich  (Allemagne)
- 1959 : Nouvelle École de Paris, Kunsthalle de Mannheim (Allemagne)
- 1964 : Cinquante ans de « collages », Musée d’Art et d’Industrie de Saint-Étienne (France).
- 1964 : Exposition internationale du Collage au Musée des Arts décoratifs de Paris
- 1965 : Exposition internationale du Collage à Munich (Allemagne)
- 1981 : Signes, poésie, espace, Exposition de groupe (Y. Baume, Bohm, Esther Hess, Alain Lemosse, Francis Limerat, Louttre.B, C. Maillard, Robert Saint-Cricq, G. Saur, R. Thévenot, Marcel Van Thienen), Galerie Le temps de voir (dir. Geneviève Thèvenot)

Participation à de nombreuses expositions de groupes en France et à l’étranger (Danemark, Italie, États-Unis, Angleterre…)

## Expositions personnelles
- 1948  Galerie du Montparnasse (Paris)
- 1950 : Gouaches et pastels, à la Galerie de Beaune (Paris)
- 1951 : Avec Stephen Gilbert, Gouaches à la Galerie Arnaud (Paris)
- 1952 : Galerie Arnaud (Paris)
- 1960 : Galerie du  Pont Royal, dir. Irma Hoenigsberg (Paris)
- 1961 : Peintures, à la Galerie du Pont Royal, dir. Irma Hoenigsberg (Paris)
- 1963 : Collages à la Galerie du Pont Royal (Paris)
- 1963 : Peintures et collages, (avec François Willi Wendt) au Städtisches Museum de Trèves (Trier –Allemagne)
- 1971 : Peintures, collages, objets d’ombre, au Centre Culturel Communal de Bagneux, Hauts-de-Seine (France)
- 1986 : Collages et objets d’ombre, à la Galerie Sud (Centre culturel communal de Bagneux, Hauts-de-Seine (France)

## Repères bibliographiques
- 1957 : Dictionnaire de la peinture abstraite, de Michel Seuphor (Éditions Hazan)
- 1963 : Greta Sauer - François Willi Wendt, Catalogue de l'exposition du Städtisches Museum de Trèves  (Trier - Allemagne)
- 1996 : Le collage, de Françoise Monnin, Collection Art du vingtième siècle (Édition Fleurus)